# Oxylymma durantoni
Oxylymma durantoni är en skalbaggsart som beskrevs av Peñaherrera och Tavakilian 2003. Oxylymma durantoni ingår i släktet Oxylymma och familjen långhorningar. Inga underarter finns listade i Catalogue of Life.